# Fell (montagna)

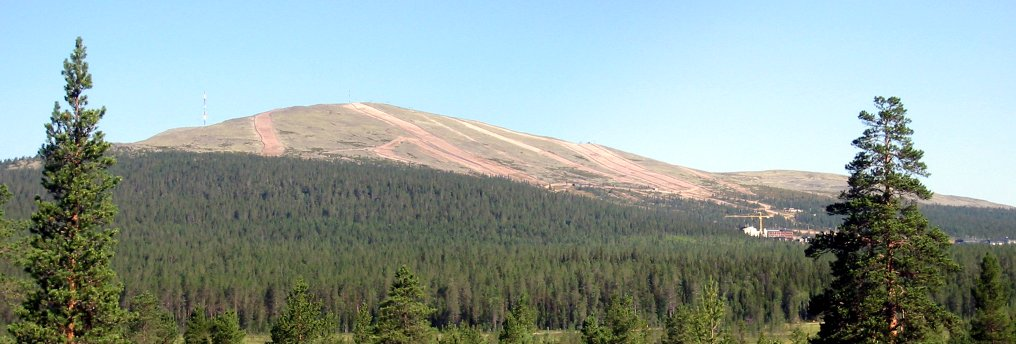
Il Fell Ylläs a Kolari nella Lapponia finlandese

Fell (dal norreno fell, fjall, "montagna") è una parola usata per riferirsi alle montagne, o genericamente a certi tipi di paesaggi montani o elevati, più alti delle colline, in Scandinavia, sull'Isola di Man e in Inghilterra settentrionale. Ancora oggi la sua definizione è ambigua.

## Etimologia
Il nome è correlato con l'islandese fjall/fell, il faroese fjall, il danese fjeld, lo svedese fjäll e il norvegese fjell, tutti termini che si riferiscono a rilievi che si innalzano al di sopra della linea degli alberi.